# Nagyfalu
Nagyfalu (más néven Velicsna, szlovákul Veličná) község Szlovákiában, a Zsolnai kerületben, az Alsókubini járásban. Revisnye tartozik hozzá.

## Fekvése
Alsókubintól 4 km-re nyugatra, az Árvai-Magura délkeleti részén, az Árva jobb partján, 462 m magasan fekszik.

## Története
A község területén a késői bronzkorban a lausitzi kultúra települése állt, melynek hamvasztásos temetőjét feltárták.
Első említése 1272-ben „Magna villa” néven történt, 1397-ben ugyanezen a néven említik. 1420-ban említik először Nagyfalu néven „Nagfalw” alakban, majd 1487-ben újra „Nagyfalu” néven szerepel. Fekvése miatt fontos szerepet játszott a Lengyelországgal folytatott kereskedelemben. Városi kiváltságait Zsigmond királytól kapta, melyeket 1525-ben II. Lajos, 1548-ban I. Ferdinánd, 1583-ban Rudolf, 1614-ben Thurzó György, 1659-ben II. Miksa is megerősítette. A 16. században a protestantizmus árvai terjedésének központja volt. A 17. században már működött iskolája is. Sokat szenvedett a császárellenes kuruc harcokban és 1683-ban a török ellen vonuló lengyel-litván sereg is felégette. 1712-ben III. Károly is megerősítette kiváltságait. 1715-ben 620 lakosa volt. 1778-ban már 779-en lakták, mely ezután is dinamikusan nőtt.
A 18. század végén Vályi András így ír róla: „NAGYFALU. Velkavész. Velitsna. Mező Város Árva Várm. földes Ura a’ K. Kamara, lakosai katolikusok, fekszik az Alsó járásban, határja jó, vagyonnyai jelesek.”
1828-ban 202 házában már 1536 lakos élt. Lakói főleg mezőgazdasággal és kézművességgel foglalkoztak.
Fényes Elek 1851-ben kiadott geográfiai szótárában így ír a településről: „Velicsna, vagy Nagyfalu, (Velka Wesz), tót m.v., Árva vmegyében, az Árva jobb partján: 159 kath., 1297 evang., 78 zsidó lak. Van kath. és igen szép evang. temploma, derék hidja az Árva vizén, kastélya, több malmai. Termékeny földje buzát, rozsot, árpát, sok lent, kendert, híres hüvelyes veteményeket terem. Lakosai sajtot, gyolcsot csinálnak; gabonával, gyolcscsal, fával, marhával eleven kereskedést űznek. Nagy országos vásárokat tart. Sessiója: 76 6/8. Hajdan volt itt virágzó evang. gymnasium. F. u. az árvai uradalom. Ut. p. Rosenberg.”
A trianoni diktátumig Árva vármegye Alsókubini járásához tartozott.
1950-ben csatolták hozzá Revisnyét.

## Népessége
| Év:            | 1994. | 2004.    | 2014.    | 2024.    |
| -------------- | ----- | -------- | -------- | -------- |
| Emberek száma: | 731   | 870      | 1136     | 1616     |
| Eltérés:       |       | +19,01 % | +30,57 % | +42,25 % |

| Év:            | 2023. | 2024.   |
| -------------- | ----- | ------- |
| Emberek száma: | 1577  | 1616    |
| Eltérés:       |       | +2,47 % |

1910-ben 882, túlnyomórészt szlovák anyanyelvű lakosa volt.
2001-ben 794 lakosából 792 szlovák volt.
2011-ben 1034 lakosából 986 szlovák volt.

## Nevezetességei
- Mihály arkangyal tiszteletére szentelt római katolikus temploma a 14. században épült. 1657-ben átépítették, de 1683-ban annyira megrongálódott, hogy újjá kellett építeni. Körítőfal övezi, berendezése 17-18. századi.
- Evangélikus temploma 1785-ben még torony nélkül épült. Tornyát csak 1865-ben építették hozzá.
- Revisnye 18. századi kúriája, melyet a 19. században átépítettek.

## Érdekességek
- Arany János a Toldiban Nagyfalut nevezi meg Miklós lakhelyéül (bár ez lehetett számos más „Nagyfalu”, például Szilágynagyfalu is). Arany János forrása, Ilosvai Selymes Péter (Az híres neves Tholdi Miklósnak jeles cselekedetiről és bajnokságáról való história, Debrecen, 1574) szintén Nagyfalut nevezi meg Toldi szülőhelyéül, de a műből egyértelműen kiderül, hogy a Várad (Nagyvárad) melletti Nagyfalura (Szilágynagyfalu) gondol: (Nemsokára Laczfi András jő Budára, / Erdélyből indula Lajos udvarába, / Az uton mentében Váradot haladá, / Nagyfalu határán hadával hogy ballagna.)

## Híres emberek
Itt született:
- Schulek Mátyás (1748-1815) evangélikus lelkész.
- Matej Šulek (1748-1815) egyházi író.
- Szeberényi János (1780-1857) evangélikus püspök.
- Ján Seberíny (1780-1857) író.
- 1810. szeptember 30-án Bónis Sámuel reformpolitikus.
- Ctiboh Zoch (1815-1865) filológus, történész.
- Munkay János (1820-1890) római katolikus plébános és tiszteletbeli kanonok.
- Peter M. Bohúň (1822-1879) festő.
- Ondrej Kalina-Ján Smetana (1867-1953) író.
- Pavol Čaplovič (1917-1994) tanár, régész.

Revisnyén született:
- Reviczky Károly Imre (1737–1793) magyar főúr, politikus, diplomata, berlini követ, császári miniszter.Itt alkotott:
- Ján Sinapius-Horčička (kb. 1630-1685) – drámaíró.
- Ambrózy Sámuel (1748-1806) evangélikus lelkész.
- Ignác Grebáč-Orlov (1888-1957) költő, 1911-1912 és 1921-1957 között.

Itt hunyt el:
- Batizi Miklós (?–1635.) evangélikus lelkész.

## Lásd még
- Revisnye